# 251325 Leopoldjosefine
251325 Leopoldjosefine è un asteroide della fascia principale. Scoperto nel 2007, presenta un'orbita caratterizzata da un semiasse maggiore pari a 3,0620010 UA e da un'eccentricità di 0,1319385, inclinata di 17,63446° rispetto all'eclittica.